# Nemperiodikus csempézés

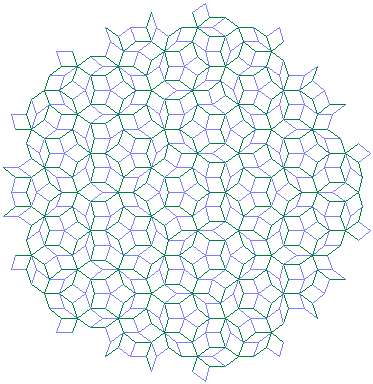
Penrose-féle csempézés

Nemperiodikus csempézés alatt a síknak véges sokféle csempével (síkidommal) való, átfedés- és hézagmentes lefedését értjük úgy, hogy nincs olyan része a síknak, aminek ismételt eltolásával a végtelen sík mintázata megkapható lenne (azaz nincs két, a síkon értelmezett nem párhuzamos eltolási szimmetria). Azokat a csempehalmazokat, amikkel nemperiodikusan lehet csempézni a síkot, de periodikusan nem, aperiodikusnak nevezzük.

## Története
Az 1900-as években felvetett Hilbert-problémák 18. eleme érinti ezt a kérdést.
Az első csempehalmazt, ami bizonyítottan aperiodikus volt, Robert Berger 1966-ban találta, és 20 426 csempéből állt. Ezek a csempék négyzetek voltak, melyeknek az oldalait úgy változtatták meg, hogy a periodicitást elkerüljék. Később sikerült lecsökkentenie a csempék számát 104-re, majd 92-re. Raphael M. Robinson 1971-ben egy 6 csempéből álló halmazt talált, majd a hatcsempés Penrose-féle, végül az összesen kétcsempés szintén Penrose-féle csempézés következett.

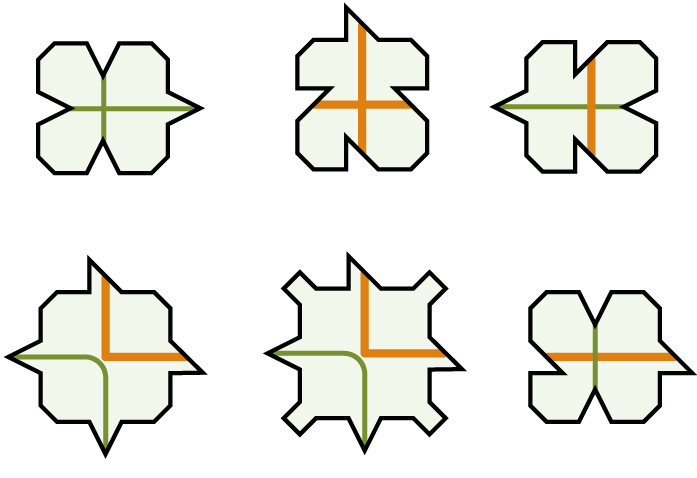
Robinson-csempék

Az egycsempék olyan aperiodikus csempézések, melyek egy síkidomból állnak. Az első ilyen síkidomot, a Socolar–Taylor-csempét 2010-ben fedezték fel, ez azonban nem összefüggő. David Smith 2023-ban felfedezett egy összefüggő alakzatot, mellyel aperiodikus csempézés hozható létre. A csempézést alkotó alakzatot „kalapnak” nevezték el.

Aperiodikus csempézés egy alakzatból és annak tükörképéből. Felfedezője David Smith.

Szintén 2023-ban felfedeztek egy olyan alakzatot, melyből tükrözés nélkül is előállítható egyetlen alakzatból álló aperiodikus csempézés.